# José Ignacio Pulido
José Ignacio Pulido Briceño (Barinas, Barinas, Venezuela, 15 de febrero de 1832 - Caracas, Distrito Federal, Venezuela 16 de mayo de 1916) fue un militar y político venezolano.

## Biografía
El militar del bando federal José Ignacio Pulido comandó una expedición en Colombia para invadir la cordillera de Mérida. La expedición fracasó, fue capturado, y desterrado a Colombia.
Briceño participa en la Guerra Federal de parte del bando liberal. Firma la Constitución de los Estados Unidos de Venezuela de 1864. Ascendido a general en jefe en 1864, se alza en contra del presidente Juan Crisóstomo Falcón y lidera una invasión de Barinas desde Colombia, pero fracasa en 1866 y es exiliado nuevamente, dirigiéndose a Europa. Al regresar al país enfrenta al gobierno de José Ruperto Monagas. Se une a la Revolución de Abril de Antonio Guzmán Blanco. En varias oportunidades se encarga interinamente de la presidencia del país. 

### Liberalismo amarillo
Enfrenta al general Adolfo Antonio Olivo entre 1871 y 1872. Inicia la Revolución de Coro junto a León Colina. En 1890 el presidente Raimundo Andueza Palacio lo designa Ministro de Guerra y Marina cargo que ocupa hasta 1892 cuando es derrotado durante la Revolución Legalista de Joaquín Crespo. Muere en Caracas el 16 de mayo de 1916.